# Municipio de Tremont (Illinois)
El municipio de Tremont (en inglés: Tremont Township) es un municipio ubicado en el condado de Tazewell en el estado estadounidense de Illinois. En el año 2010 tenía una población de 2641 habitantes y una densidad poblacional de 29,08 personas por km².

## Geografía
El municipio de Tremont se encuentra ubicado en las coordenadas 40°31′17″N 89°25′58″O / 40.52139, -89.43278. Según la Oficina del Censo de los Estados Unidos, el municipio tiene una superficie total de 90.81 km², de la cual 90,54 km² corresponden a tierra firme y (0,3 %) 0,27 km² es agua.

## Demografía
Según el censo de 2010, había 2641 personas residiendo en el municipio de Tremont. La densidad de población era de 29,08 hab./km². De los 2641 habitantes, el municipio de Tremont estaba compuesto por el 97,61 % blancos, el 0,45 % eran afroamericanos, el 0,08 % eran amerindios, el 0,91 % eran asiáticos, el 0,42 % eran de otras razas y el 0,53 % eran de una mezcla de razas. Del total de la población el 1,33 % eran hispanos o latinos de cualquier raza.